# Nydalens Skiklub
Il Nydalens Skiklub è una società calcistica norvegese con sede nella città di Nordre Aker. Il club disputò quattro stagioni nella Norgesserien, all'epoca massima divisione locale.
| Controllo di autorità | VIAF (EN) 248149196543174792298 |